# Вдали отечества
«Вдали отечества» (англ. The Absentee) — политический роман британской писательницы Марии Эджуорт, опубликованный в 1812 году. Считается одним из лучших её произведений и одним из первых ирландских романов.

## Публикация и восприятие
Книга вышла в 1812 году и имела большой успех, как и другие произведения Эджуорт. Её высоко оценил Вальтер Скотт, позже объяснивший своё обращение к жанру исторического романа тем, что успехи Эджуорт «побуждали его к соревнованию и будоражили его лень». В «Уэверли» Скотт пишет о «превосходных ирландских портретах», созданных писательницей.